# Thái tử xuất gia

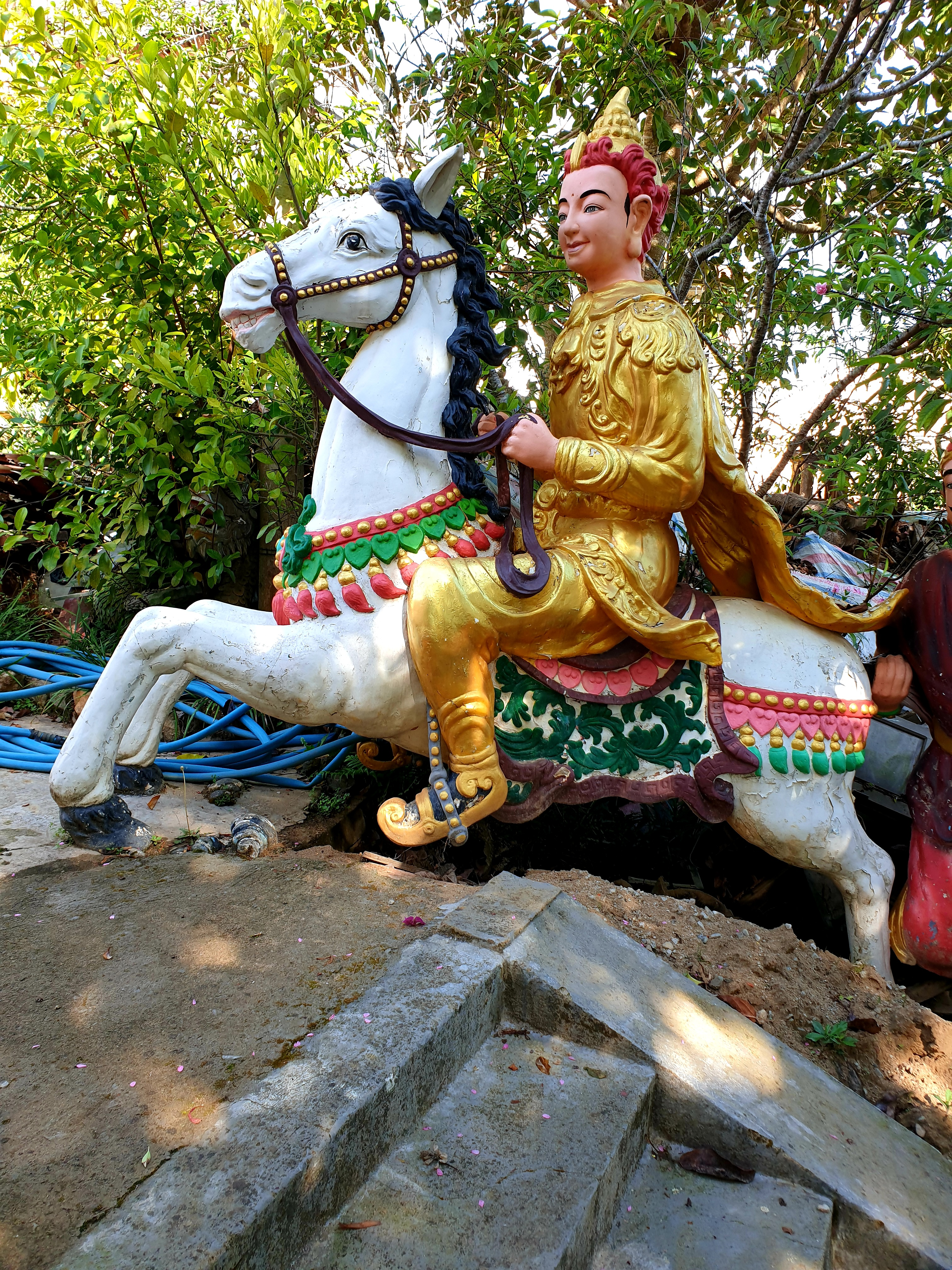
Tượng ngựa Kiền Trắc chở thái tử Tất Đạt Đa trốn khỏi hoàng cung để xuất gia cầu đạo tại chùa Linh Quang ở Đà Lạt

Thái tử xuất gia (tiếng Trung: 出家, tiếng Thái: มหาภิเนษกรมณ์) hay còn gọi là Đại khởi (the Great Departure, tiếng Phạn: Mahābhiniṣkramaṇa) hay Sự từ bỏ vĩ đại (Great Renunciation; tiếng Pali: mahābhinikkhamana) là điển tích Phật giáo truyền thống kể về sự ra đi của Thái tử Tất Đạt Đa vào năm ngài 29 tuổi (khoảng năm 563-483 Trước Công nguyên) khi lặng lẽ cưỡi con ngựa Kiền Trắc cùng với gia thần Sa-nặc đã lẻn trốn khỏi cung điện Kapilavastu (Ca Tỳ La Vệ) rồi sau đó cắt tóc đi tu, sống cuộc sống của một tu sĩ khổ hạnh (Shramana). Sau sự kiện du quán tứ môn thì Thái tử Tất Đạt Đa đã có sự thay đổi mang cho đời sống người xuất gia theo đạo Phật một ý nghĩa đầy đủ và thực tiễn hơn, và Ngài đã quyết chí từ bỏ tất cả để đi tu. Khi Thái tử xuất gia đã không không đơn thuần là thay đổi lối sống mà còn là sự chuyển đổi tâm thức hướng đến giải thoát. Người xuất gia từ bỏ các ràng buộc thế tục, sống đời phạm hạnh, không màng danh lợi hay dục lạc, chỉ mong cầu giải thoát. Sự việc này được người đời sau gọi là Đại Từ Bỏ vì được coi là một sự hy sinh, xả bỏ lớn lao (cuộc sống vương giả phú quý, vợ đẹp, con ngoan) để bắt đầu một hành trình tìm con đường chân lý. Điển tích Thái tử xuất gia là cảm hứng nghệ thuật với những bức tượng, phù điêu trong các ngôi chùa tả cảnh thái tử cưỡi ngựa cùng gia thần vượt sông, hoặc tả cảnh thái tử dừng chân, cắt mái tóc của mình.
Hầu hết các tường thuật, ghi chép về sự kiện này có thể được tìm thấy trong những văn bản Phật giáo hậu kinh điển từ một số truyền thống Phật giáo, là những truyền thống đầy đủ nhất. Tuy nhiên, những văn bản này mang tính thần thoại hơn so với các văn bản ban đầu. Chúng tồn tại trong tiếng Pāli, tiếng Phạn và Kinh điển Phật giáo Trung Quốc. Câu chuyện về Thái tử xuất gia là minh chứng cho sự xung đột giữa bổn phận thế tục và đời sống tu hành, và cho thấy ngay cả những cuộc sống sung sướng nhất vẫn đầy đau khổ. Thái tử Siddhārtha đã xúc động và cảm ngộ (Saṃvega) về bản chất phù du tạm bợ của cuộc sống nơi trần thế cõi tạm, nhưng Ngài tin rằng có một sự thay đổi được chứng ngộ trong chính cuộc sống này và có thể đạt được từ con đường chân thành cầu đạo. Ngoài cảm ngộ này, ngài còn được thôi thúc từ nhân tố Tâm từ bi (Karuṇā) một sự đồng cảm sâu sắc, thắm thía với nỗi đau khổ của con người. Các nhà sử học cho rằng Siddhārtha Gauatama thực sự sinh ra trong một gia đình quý tộc giàu có với người cha là rāja nhưng với bốn cảnh chứng kiến tại bốn cổng thành thường được các nhà sử học chấp nhận coi là biểu tượng cho một nhận thức hiện sinh đang phát triển trong nội tâm. Sau đó, Thái tử có thể đã cố ý sinh con trai mình là Rāhula (La Hầu La) nối dõi trước khi xuất gia, để cầu xin cha mẹ dễ dàng hơn. Một phiên bản đã sửa đổi của Sự Từ bỏ Vĩ đại có thể được tìm thấy trong truyền thuyết về các vị thánh Cơ đốc giáo Barlaam và Josaphat, một trong những truyền thuyết phổ biến và lan rộng nhất trong Cơ đốc giáo thế kỷ XI. Mặc dù câu chuyện mô tả một vị vua Cơ đốc giáo chiến thắng và một nhà khổ hạnh, nhưng nó thấm nhuần các chủ đề và giáo lý Phật giáo bắt nguồn từ bản gốc của nó. Vào thời hiện đại, các tác giả như Edwin Arnold (1832–1904) và Jorge Luis Borges (1899–1986) cũng đã chịu ảnh hưởng từ câu chuyện về Sự từ bỏ vĩ đại.